# Nūreh
Nūreh (persiska: نوره) är en ort i Iran.   Den ligger i provinsen Kurdistan, i den nordvästra delen av landet, 400 km väster om huvudstaden Teheran. Nūreh ligger 1 936 meter över havet och antalet invånare är 776.
Terrängen runt Nūreh är huvudsakligen kuperad, men österut är den bergig. Terrängen runt Nūreh sluttar österut.Runt Nūreh är det ganska tätbefolkat, med 222 invånare per kvadratkilometer. Närmaste större samhälle är Sanandaj, 9,7 km öster om Nūreh. Trakten runt Nūreh består i huvudsak av gräsmarker.